# براندان بي. براون
براندان بي. براون (بالإنجليزية: Brendan B. Brown)‏ هو مغني أمريكي، ولد في 11 أكتوبر 1973 في نورثبورت في الولايات المتحدة.

## وصلات خارجية
- الموقع الرسمي
- براندان بي. براون على موقع IMDb (الإنجليزية)
- براندان بي. براون على موقع ميوزك برينز (الإنجليزية)
- براندان بي. براون على موقع أول ميوزيك (الإنجليزية)
- براندان بي. براون على موقع ديسكوغز (الإنجليزية)